# Nabbo, Gräddö och Rävsnäs
Nabbo, Gräddö och Rävsnäs – miejscowość (tätort) w Szwecji, w regionie administracyjnym (län) Sztokholm, w gminie Norrtälje.
Według danych Szwedzkiego Urzędu Statystycznego liczba ludności wyniosła: 556 (31 grudnia 2015), 587 (31 grudnia 2018) i 585 (31 grudnia 2019).